# ジョージ・マウントバッテン (第2代ミルフォード・ヘイヴン侯爵)
第2代ミルフォード・ヘイブン侯爵ジョージ・ルイス・ヴィクター・ヘンリー・サージ・マウントバッテン（George Louis Victor Henry Serge Mountbatten, 2nd Marquess of Milford Haven,GCVO、 1892年12月6日 - 1938年4月8日）は、イギリスの貴族。

## 生涯

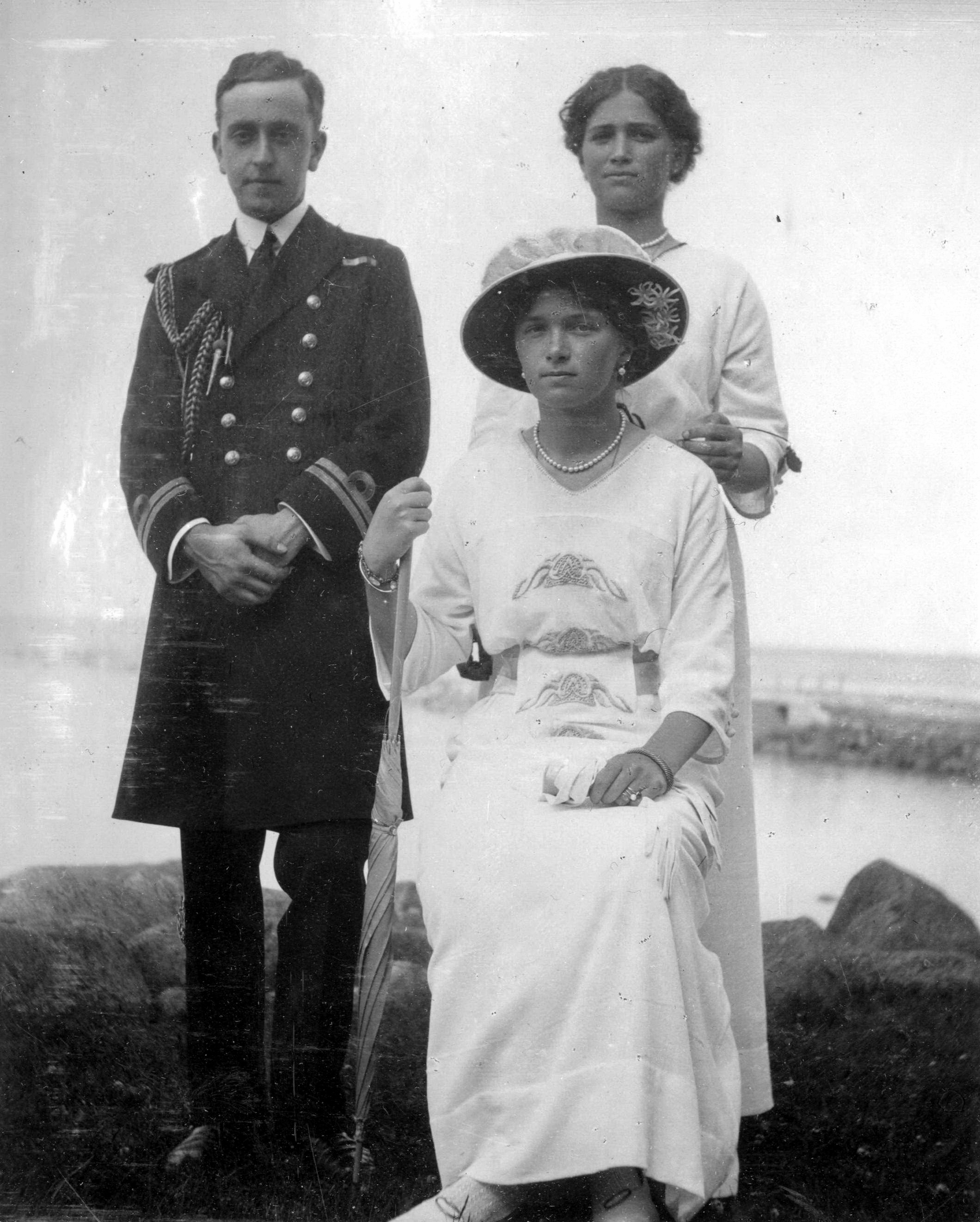
1915年。ロシア皇帝ニコライ2世の第3皇女のマリア皇女（後）、同じく第1皇女のオリガ皇女（前）との記念撮影

ヘッセン大公家傍系バッテンベルグ家のルートヴィヒ・フォン・バッテンベルグとその妻ヴィクトリア・アルベルタとの長男として生まれた。姉にギリシャ王子アンドレアス妃アリス、スウェーデン王グスタフ6世アドルフ王妃ルイーズがいる。またルイス・マウントバッテンは実弟であり、フィリップ（のちのエディンバラ公、エリザベス2世王配）は甥にあたる。
父に倣い海軍に進み、ダートマス海軍兵学校に学んだ。卒業後の1913年に少尉に任官、翌年には中尉に昇進している。
第一次世界大戦が勃発するとジョージも海軍将校として従軍し、ヘルゴラント海戦、ドッガーバンク海戦、ユトランド沖海戦といった各海戦に参戦した。
戦時中の1917年、英王室が国民感情に配慮してドイツ帝国における称号を放棄した際、両親も英王室にならいヘッセン大公国の王族としての称号「殿下」を放棄したため、自身も殿下の称号を放棄した。これに伴って父がミルフォード・ヘイヴン侯爵位を授与されたため、ジョージもそれに付属するメディナ伯爵を儀礼称号として称することになった。1921年に父が死去して侯爵位を継承した。翌年に少佐へと進級。1926年には中佐となった。海軍内部では秀才と評されていたが、1932年に自身の意思であっさりと海軍を退役して民間へ転じた。なお1937年の退役リストでは大佐の階級で記載がある。
退役後は、スペリー・コーポレーション、エレクトロラックス、マークス＆スペンサー各社の取締役を歴任している。
1938年に骨髄がんと診断され、短期間闘病するも同年4月に45歳で急死した。爵位は長男デイヴィッドに継承された。

## 栄典

### 爵位
- 第2代ミルフォード・ヘイブン侯爵(2nd Marquess of Milford Haven)
- 第2代メディナ伯爵(2nd Earl of Medina)
- 第2代オルダニー子爵(2nd Viscount Alderney)

### 賞罰
- - ロイヤル・ヴィクトリア勲章（CVO、GCVO）[1]
- - 聖ウラジーミル勲章（ロシア語版）[9]
- - サヴォイア軍事勲章[10]

## 人物・評価
- 数学の才能があった。複雑な砲術の設問を頭の中で解いてみせたり、電車内で微積分の書籍を読んでいたという[11]。
- 鉄道車両の模型を製作する趣味があったが、完成後はすぐに飽きて捨ててしまうこともしばしばだった[2]。

- 弟ルイス・マウントバッテンは「兄は一族で最も優秀だった。退役しなければ海軍内でもトップとなっていた」と評した[2]。

## 家族
1916年にナデジダ・ミハイロヴナ・ド・トービー（ロシア皇族ミハイル大公とトービー伯爵夫人ゾフィーの娘）と結婚して、1男1女をもうけた。
- （長女）タチアナ・エリザベス・マウントバッテン（1917年 - 1988年）
- （長男）デイヴィッド・マイケル・マウントバッテン（1919年 - 1970年） - 第3代ミルフォード・ヘイヴン侯爵。